# Adam Rifkin

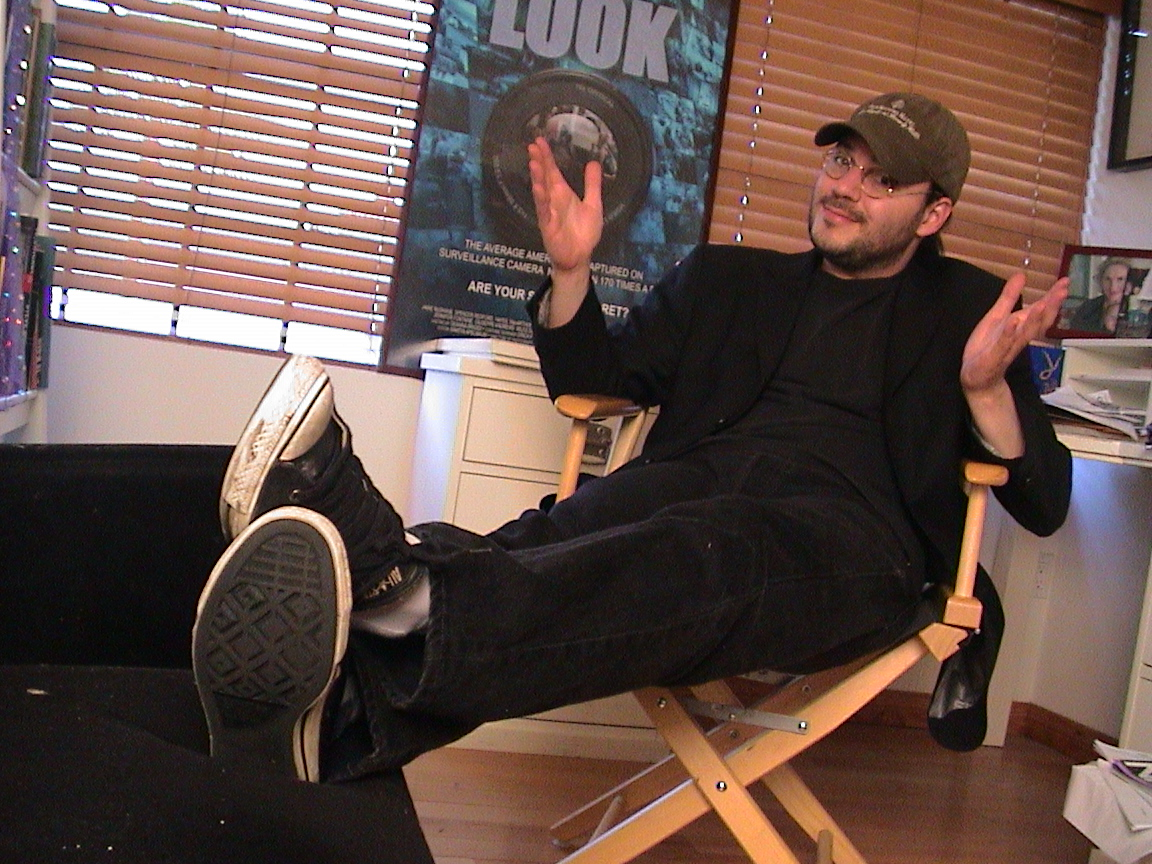
Adam Rifkin (2010)

Adam Rifkin (auch Rif Coogan, * 31. Dezember 1966 in Chicago, Illinois, USA) ist ein US-amerikanischer Drehbuchautor, Filmregisseur, -produzent und Schauspieler.

## Karriere
Rifkin begann seine Karriere im Filmgeschäft im Jahr 1989. Er inszenierte die Filmkomödie Never on Tuesday, verfasste das Drehbuch und übernahm auch eine kleine Rolle. Zuvor hatte Rifkin bereits im gleichen Jahr in der Filmkomödie Adam Sandler's Love Boat mitgespielt, für die er auch als Co-Produzent fungierte.
Ebenfalls 1989 drehte er mit Tale of Two Sisters seinen zweiten Film. Wie bei seinem Erstling arbeitete er dabei mit den Schauspielern Peter Berg und Charlie Sheen zusammen. Letzteren setzte Rifkin später wiederholt in Hauptrollen ein und half so entscheidend mit, Sheens Karriere anzukurbeln. Der überwiegende Teil seiner Arbeiten wurde von Oscar-Gewinner Brad Wyman produziert, mit dem ihn eine langjährige Freundschaft verbindet.
1996 war er als Regisseur und Autor an der Fernsehserie Bone Chillers beteiligt. Die Filme The Invisible Maniac und Psycho Cop II  schrieb und inszenierte er unter dem Pseudonym Rif Coogan. 2007 lieferte er mit dem Spielfilm Look ein ungewöhnliches Experiment, bei dem ausschließlich Überwachungskameras zum Einsatz kamen. 2010 verarbeitete er den Stoff zu einer Fernsehserie mit gleichem Title für den US-Sender Showtime. 2011 war er mit dem Segment Wadzilla an dem Episodenfilm Chillerama beteiligt, einer Gemeinschaftsproduktion mit Joe Lynch, Tim Sullivan und Adam Green. Am 1. November 2012 startete erneut auf Showtime seine 8-teilige Fernsehserie Reality Show, eine Satire auf die Mechanismen von Reality-TV. Rifkin fungiert hier nicht nur als Autor und Regisseur, sondern spielt auch die Hauptrolle des heruntergekommenen TV-Produzenten Mickey Wagner.
Im Jahr 2022 wurde er in die Academy of Motion Picture Arts and Sciences (AMPAS) berufen, die alljährlich die Oscars vergibt.

## Filmografie (Auswahl)
Regie
- 1989: Das Highway-Trio (Never on Tuesdays)
- 1989: Tale of Two Sisters
- 1990: The Invisible Maniac
- 1991: The Dark Backward
- 1991: Die total beknackte Nuß (The Nutt House)
- 1993: Psycho Cop II (Psycho Cop Returns)
- 1994: Highway Heat (The Chase)
- 1996: Bone Chillers (Fernsehserie, 4 Episoden)
- 1997: Die nackte Wahrheit über Männer und Frauen (Denial)
- 1998: Welcome to Hollywood
- 1999: Detroit Rock City
- 2001: Without Charlie
- 2001: Night at the Golden Eagle
- 2007: Homo Erectus
- 2007: Look
- 2010: Look (Fernsehserie)
- 2011: Chillerama (Segment Wadzilla)
- 2012: Reality Show – Ahnungslos berühmt
- 2014: Giuseppe Makes a Movie
- 2016: Director’s Cut
- 2017: The Last Movie Star (Dog Days)

Drehbuchautor
- 1989: Adam Sandler’s Love Boat (Going Overboard)
- 1997: Mäusejagd (Mousehunt)
- 1998: Small Soldiers
- 2006: Zoom – Akademie für Superhelden (Zoom)
- 2007: Underdog – Unbesiegt weil er fliegt (Underdog)
- 2007: Look
- 2010: Look (Fernsehserie)
- 2011: Chillerama (Segment Wadzilla)
- 2012: Reality Show – Ahnungslos berühmt

Schauspieler
- 1989: Adam Sandler’s Love Boat (Going Overboard)
- 2011: Chillerama (Segment Wadzilla)
- 2012: Reality Show – Ahnungslos berühmt

Alles drei in einem Film
- 2015: Shooting the Warwicks